# 佐藤勇夫
佐藤 勇夫（さとう いさお、1941年（昭和16年）10月4日-）は日本の銀行家。宮崎銀行元頭取。

## 略歴
1941年（昭和16年）10月4日、宮崎県に生まれる。宮崎大宮高校、1964年（昭和39年）に法政大学経営学部を卒業し、宮崎銀行に入行する。
1991年（平成3年）6月に福岡支店長、1993年（平成5年）6月に延岡支店長、1995年（平成7年）6月に取締役東京支店長兼国際部長、1997年（平成9年）6月に取締役総合企画部長、1998年（平成10年）6月に常務取締役、2000年（平成12年）6月に代表取締役専務を経て、2001年（平成13年）6月代表取締役頭取に就任する。2008年（平成20年）6月に代表取締役会長に就任し、その後相談役に退いた。

## 参考
- 企業家人物辞典-佐藤勇夫 宮崎銀行
- みやビズ-佐藤勇夫